# Macuči Nakadžima

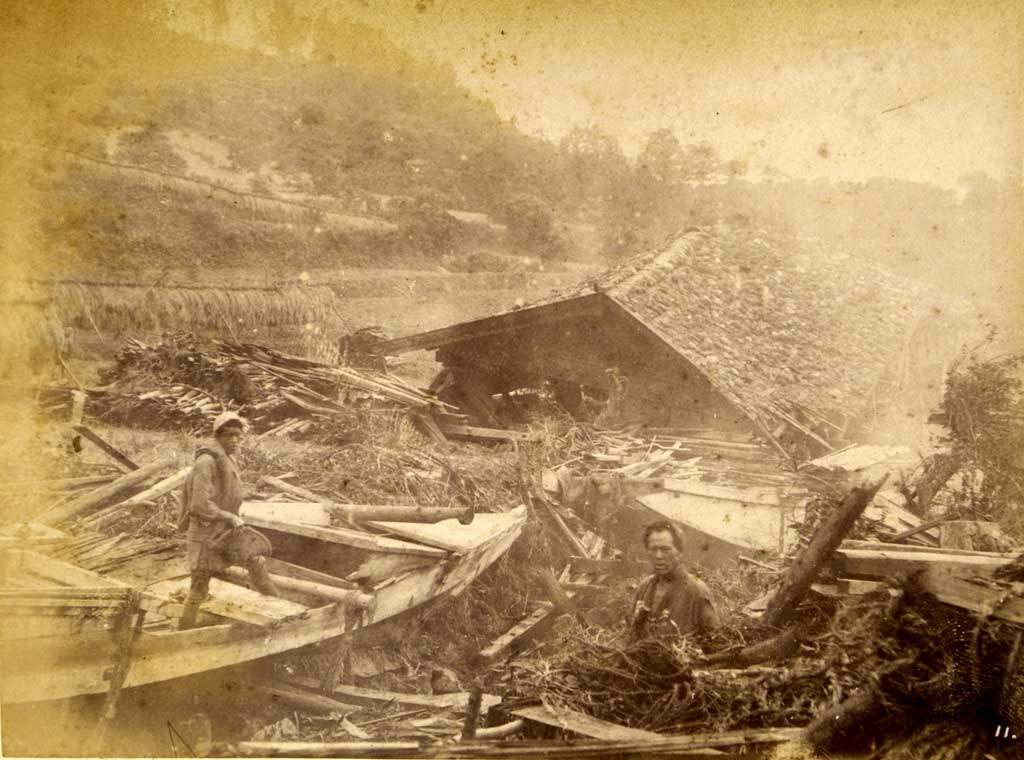
Macuči Nakadžima: Důsledky zemětřesení na pobřeží Sanriku, 1896

Macuči Nakadžima (中島 待乳, Nakadžima Macuči; 1850 Čóši, Šimousa – 19. ledna 1938) byl japonský fotograf a výrobce přístrojů laterna magica aktivní na konci 19. a počátku 20. století v éře Meidži. Fotografii studoval u průkopníka Macusaburóa Jokojamy. Spolu s Curubučim Hacuzou jsou známí jako ti, kdo přispěli k šíření luceren laterna magica v Japonsku. Jeho fotografie jsou ve sbírce Tokijského muzea fotografie.

## Životopis
Narodil se v Čóši v Šimouse. Na přesném datumu se zdroje neshodují, uvádí se, že to bylo v prvním roce Kaei (1848) nebo 15. dubna 1850 nebo 14. dubna 1853. Jméno z dětství je Sukedžiro. Když v období Bunkjú přistála u japonských břehů nizozemská loď, pochopil fotografii na kapesních hodinkách posádky jako malovaný obraz a zatoužil stát se malířem. V prvním roce éry Genžii (1864) ho jeho otec odvezl do učení na učitele, ale odmítl a vrátil se zpátky domů. V roce 1867, když malíř Nakabajaši Šoun navštívil Čóši, zahájil svou kariéru malíře a v únoru odešel do města Edo.
Jakmile se dozvěděl o existenci fotografie, zatoužil být fotografem, získal čínský překlad od Usabura Šimizua, Hozumija, Honmači, Nihonbaši-ku a metodu výroby objektivů se naučil od Geničira Fukučiho a metodu leštění čoček od Macugoro Tamaja, Takekawa-čo, Kjóbaši-ku. V prvním roce éry Meidži (1868) zahájil vyrábět zkušební fotografie v Jošiwara, ale zařízení bylo zcela zničeno požárem v říjnu stejného roku. V té době studoval řemeslo u fotografa Macusaburóa Jokojamy a naučil se techniku korekce expozice a metodu práce s denním osvětlením.
Poté, co pracoval pro ministerstvo armády a Jamaširoja, žil v roce 1872 v Tamaja a úspěšně vyráběl vlastní objektivy a fotoaparáty. Když Macugoro v roce 1873 zemřel, otevřel v roce 1874 fotoateliér s názvem Příběh nočního stínu ve městě Timber v okrese Asakusa. Název ateliéru prý dal jeho učitel Macusaburó Jokojama z nedalekého obchodu Macučijama Šoten.
Laterna magica s odkazem na článek v „Kaname Fukazawa Night Story“ (fotograf Kaname Fukazawa, Cukuba Kitaba a obchod s vybavením Asanuma Šokai, který byl poprvé publikován v roce 1874) z doby kolem roku 1877. Pokusil se o výrobu a objednávky dostával od Šoiči Kanameho. V roce 1880 propagoval vzdělávacím institucím zavedení magických luceren jako výukový materiál pro běžné školy atd. A společně s Curubuči Hacuzou zahájil jejich výrobu. Poté pokračoval ve zdokonalování laterny magiky a v červnu 1886 vynalezl „hydraulický stroj na výrobu kyselého plynu“ pomocí reflektoru a ukázal ji na vylepšené laterně magice a s pomocí malířovy manželky Macuoen. Také se zaměřil na výrobu skleněných desek. V roce 1894 se přestěhovala do Gofuku-čo, Nihonbaši-ku.
Ve 30. letech éry Meidži se výroba magických laterna magica rozšířila mezi širokou veřejnost a výrobní činnost fotografů skončila. V pozdějších letech žil v Bentencho v Ushigome-ku, zemřel 19. ledna 1938 a byl pohřben na hřbitově Tama.

## Galerie

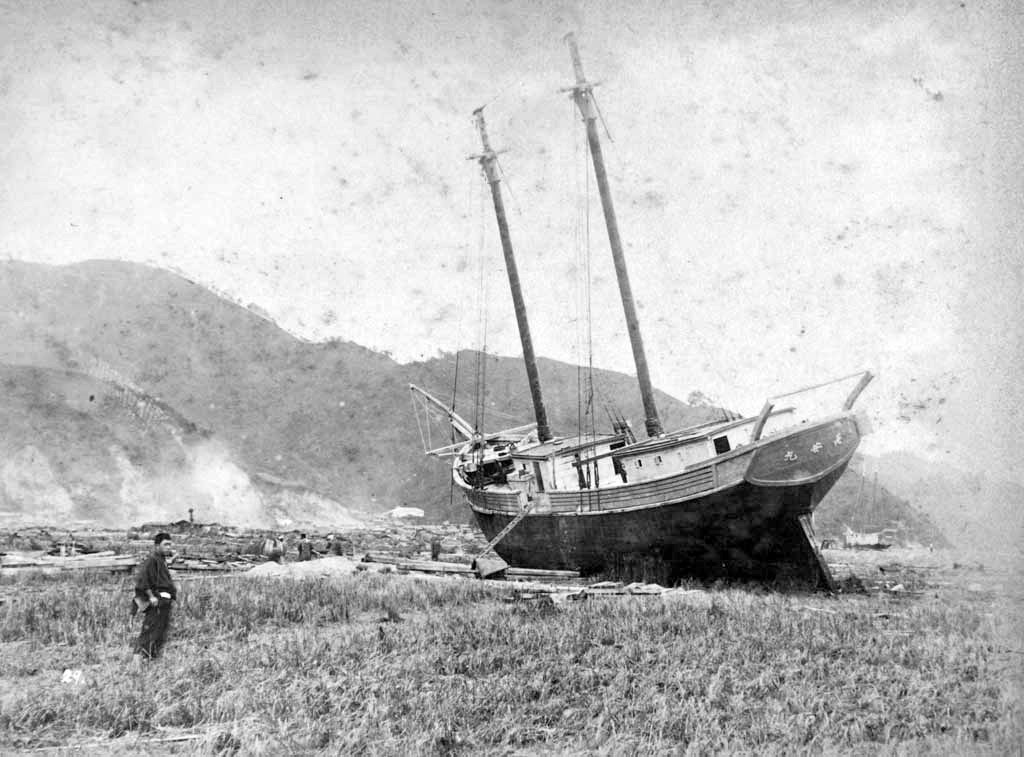
Zemětřesení na pobřeží Sanriku, 1896
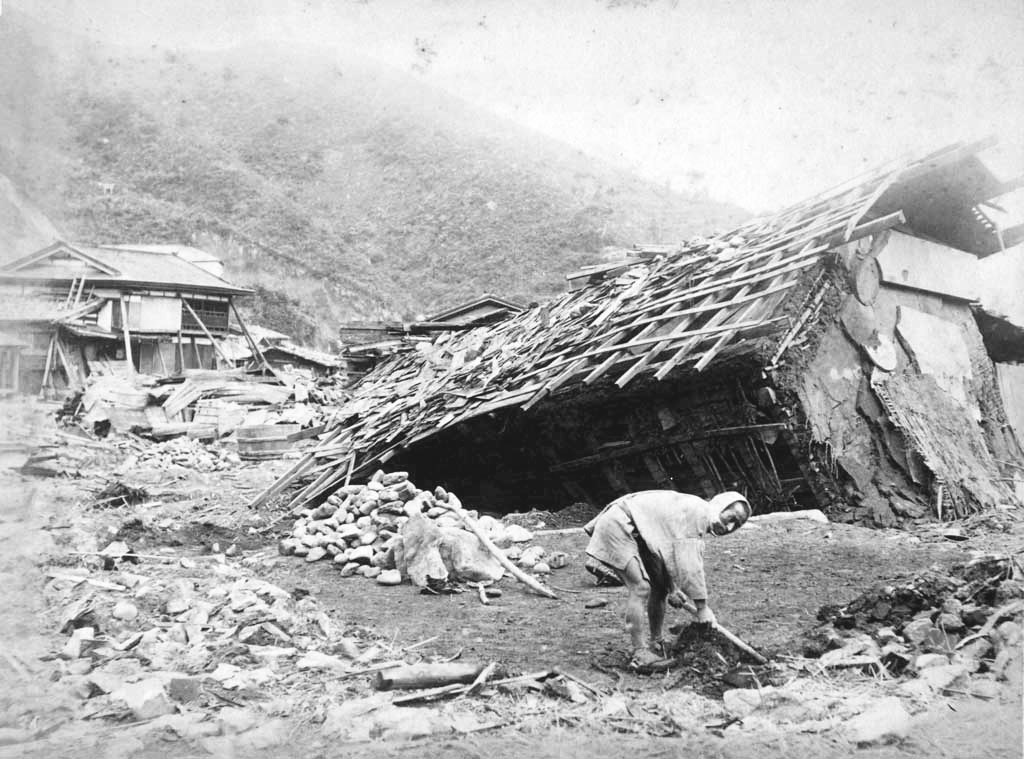
Zemětřesení na pobřeží Sanriku, 1896
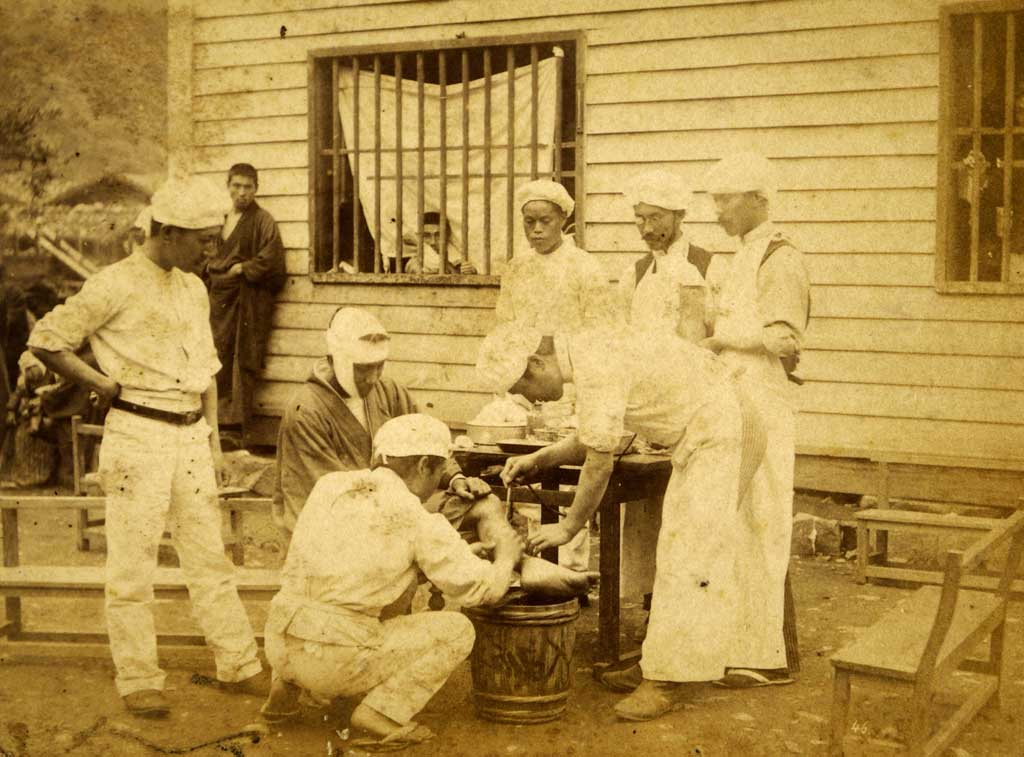
Zemětřesení na pobřeží Sanriku, 1896
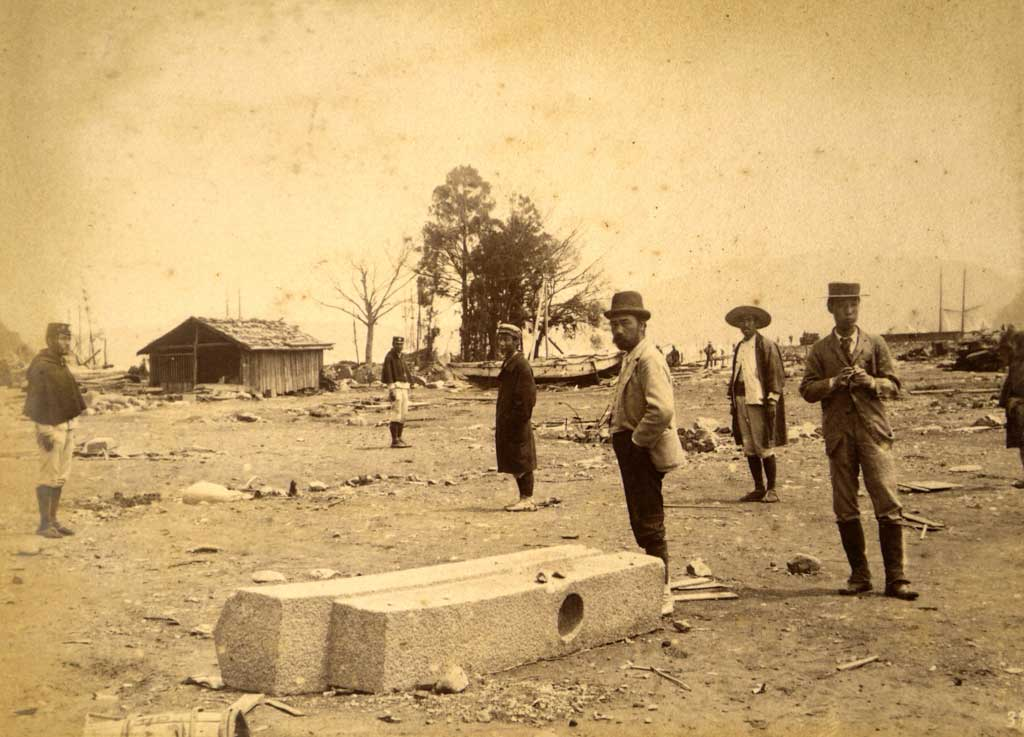
Zemětřesení na pobřeží Sanriku, 1896
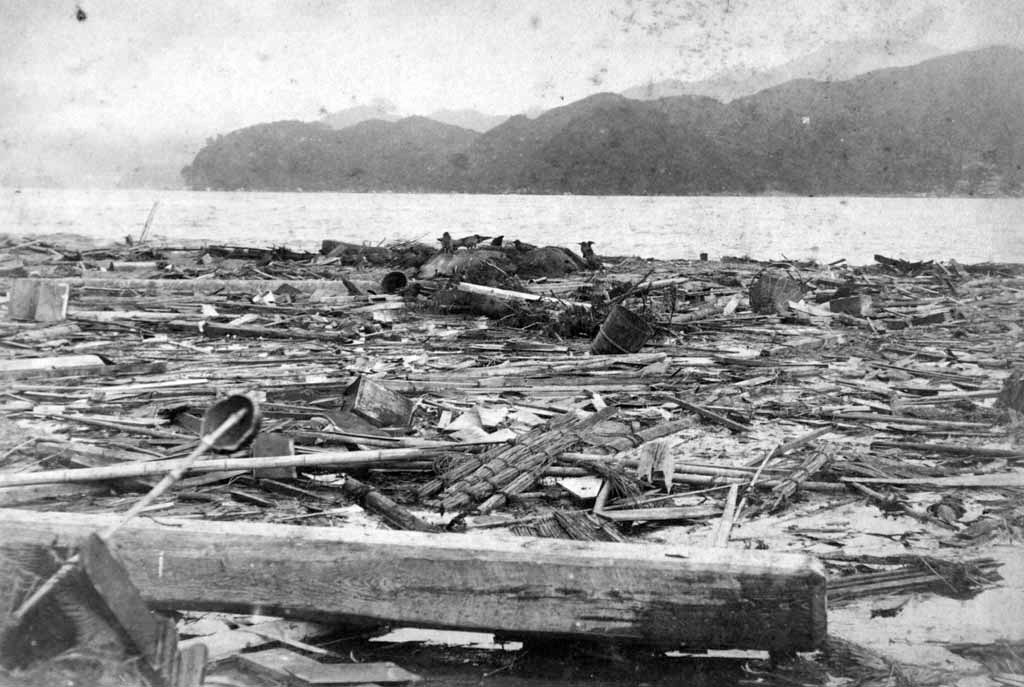
Zemětřesení na pobřeží Sanriku, 1896
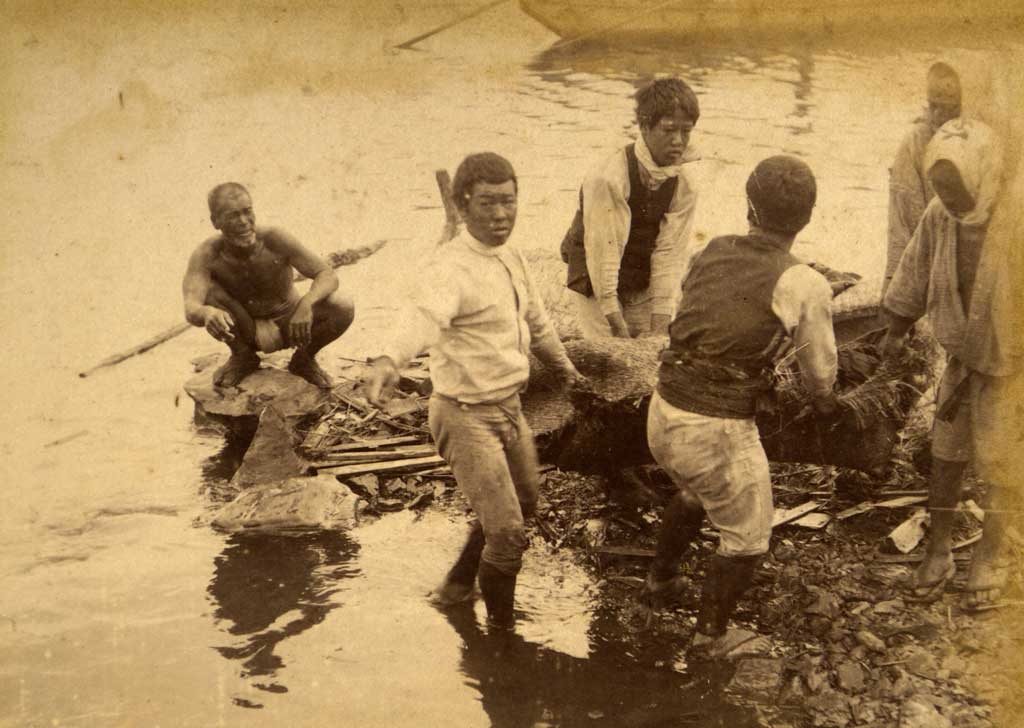
Práce na sběru mrtvých těl po zemětřesení, Meidži Sanriku, město Toničo, Kamaiši, prefektura Iwate, 1896
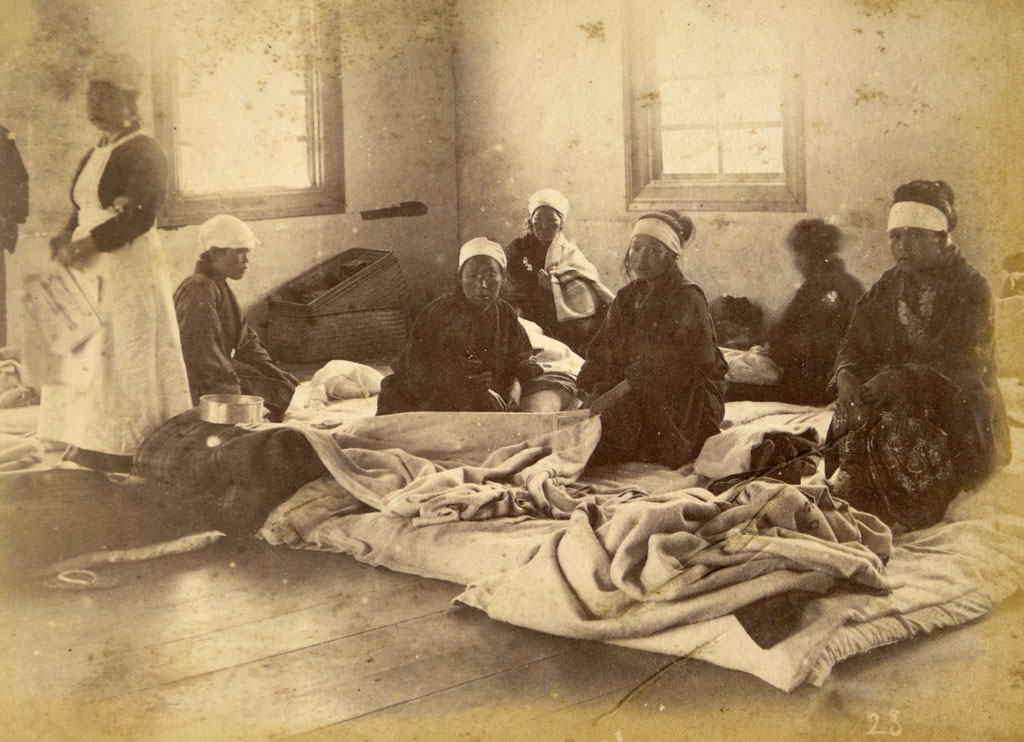
Dočasná nemocnice Červeného kříže, Ofunato, prefektura Iwate, 1896
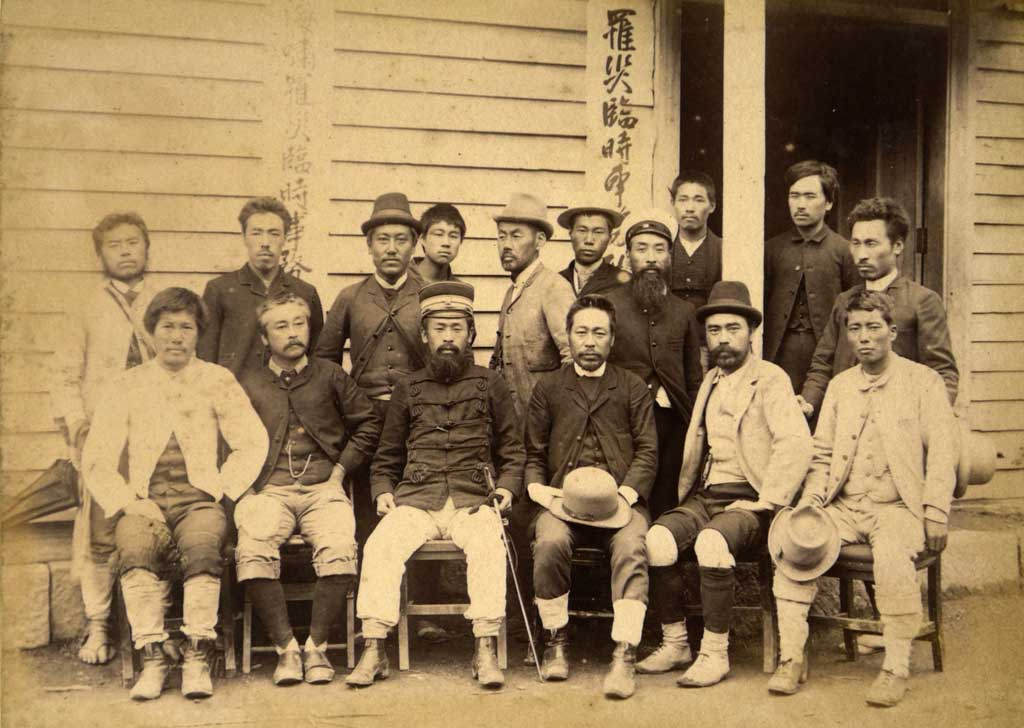
Dočasný úřad pro katastrofy, Kamaiši, 1896